# 密花黄堇
密花黄堇（学名：Corydalis formosana）为罂粟科紫堇属下的一个种。其种加词“formosana”意为“台湾的”。